# Karl Ludvig af Østrig
Karl Ludwig af Østrig (30. juli 1833 – 19. maj 1896) var en østrigsk ærkehertug, der var den tredje søn af Franz Karl af Østrig og Sophie af Bayern. Han var en yngre bror til kejserne Franz Joseph 1. af Østrig-Ungarn og Maximilian 1. af Mexico, far til ærkehertug Franz Ferdinand af Østrig, hvis attentat var med til at udløse Første Verdenskrig, og farfar til Østrigs sidste kejser, Karl 1.

## Biografi
Ærkehertug Karl Ludwig blev født den 30. juli 1833 på Schönbrunn Slot i Wien som den tredje søn af Ærkehertug Franz Karl af Østrig (1802–1878) og hans hustru Prinsesse Sophie af Bayern (1805–1872).
Karl Ludwig blev pludseligt arving til den østrig-ungarske trone, da hans nevø kronprins Rudolf af Østrig begik selvmord i 1889. Han afgav dog kravet dagen efter til fordel for sin ældste søn, Ærkehertug Franz Ferdinand, som blev skudt under et attentat i 1914. Arveretten skulle dermed gå videre til den næste søn, Otto. Han var allerede død i 1906, og det blev derfor hans søn, Karl Ludwigs barnebarn, Karl, som blev tronfølger og kejser fra 1916.
Karl Ludwig døde den 19. maj 1896 af tyfus på Schönbrunn Slot.

## Ægteskab og børn
Han var gift tre gange:

Første gang den 4. november 1856 med Margarete af Sachsen (1840-1858). Hun døde uden at parret havde fået nogle børn.
Anden gang den 21. oktober 1862 med Maria Annunziata af Begge Sicilier (1843-1871). Parret fik fire børn:
1. Franz Ferdinand af Østrig (1863-1914) – gift 1900 med Sophie Chotek, Hertuginde af Hohenberg.
2. Otto af Østrig (1865-1906) – gift 1886 med Maria Josepha af Sachsen.
3. Ferdinand Karl af Østrig (1868-1915) – gift 1909 med Bertha Czuber.
4. Margarete Sophie af Østrig (1870-1902) – gift 1893 med Albrecht af Württemberg.

Tredje gang den 23. juli 1873 med Maria Theresa af Portugal (1855-1944). Parret fik to børn:
1. Maria Annunziata af Østrig (1876-1961) – døde ugift.
2. Elisabeth Amalie af Østrig (1878-1960) – gift 1903 med Aloys af Liechtenstein.